# Nueva Generación Patriótica
Nueva Generación Patriótica (también conocido por su sigla NGP) es un partido político de centro creado por el empresario boliviano Édgar Uriona Veizaga.

## Historia
El registro oficial de militantes para el partido político Nueva Generación Patriótica se hizo efectivo en diciembre de 2023. Para mediados de diciembre de 2024, el partido había logrado la recolección de 140 000 firmas como requisito exigido por el Tribunal Supremo Electoral (TSE). Desde sus orígenes, el partido se autoproclama como "patriotas", rechazando cualquier otro tipo de espectro político. La posible participación del grupo en las elecciones de 2025 en Bolivia fue anunciada de manera oficial por Tahuichi Tahuichi Quispe, vocero del TSE, quien también afirmó que, una vez recibida las firmas, los datos de los militantes entraban a una fase de verificación por parte de la Dirección Nacional de Tecnologías.
En su momento, Arsenio Medrano, miembro y uno de los líderes a nivel nacional, afirmó que el grupo entregó al Órgano Electoral Plurinacional los estatutos del movimiento político, además de un contenido programático sobre sus principios y todo el plan de gobierno. Inicialmente, el máximo organismo boliviano les exigió un mínimo de 106 000 firmas para poder iniciar con el proceso, cifra que fue superada después de acumular 140 mil firmas a través de biometría. Durante el proceso de socialización, el grupo explicó a las personas que no eran de derecha ni izquierda, que mantenían una línea patriótica, es decir, un tipo de ideología que es indiferente hacia las corrientes políticas tradicionales y que su único objetivo es la construcción de un estado que se encamine hacia el «desarrollo nacional». Medrano también explicó que el grupo inició con 10 líderes distribuidos por varios departamentos y solo uno en la ciudad de El Alto.
El 13 de agosto de 2024, el Tribunal Supremo Electoral aprobó la personería jurídica a NGP mediante resolución TSE-RSP-ADM N° 0256/2024, un nuevo partido político de alcance nacional que comenzó a formarse hace seis años según Édgar Uriona Peñaranda, como una alternativa política ante la necesidad de un cambio en el país. Uriona, uno de sus principales gestores, aseguró que él y sus seguidores no eran ni derecha ni izquierda.
Uriona cuenta con una extensa trayectoria a nivel empresarial tanto en Bolivia como en los Estados Unidos. Según Uriona su programa de gobierno tendría como prioridades la «eficiencia del sector privado, la atracción de inversiones y la ruptura con el monopolio estatal». Segúnala crítica especializada, Uriona busca el respaldo de los sectores desencantados por los clásicos partidos políticos y la consolidación de estructuras nacionales.
El 18 de abril de 2025, se anunció la alianza con Jaime Dunn para participar en las Elecciones generales de Bolivia de 2025.

## Simbolismo
El logo del partido es de color azul y naranja e ilustra dos manos dándose un apretón como un acto físico y social. El logo oficial del NGP transmite varios valores como la igualdad, honestidad y lealtad. La mano situada en la parte izquierda en color naranja representa a todo el sector rural, es decir, a todo el campesinado, agrícolas y ciudadanos del Estado Plurinacional de Bolivia, quienes fomentan y contribuyen al progreso del país. La mano situada en la parte derecha de la imagen en color azul celeste y representa a todo el sector urbano donde convergen empresarios, industriales, los movimientos políticos y demás sectores sociales que conforman el país.